# Asunta Rodríguez
Asunta Rodríguez Rodríguez (Sober, Lugo, 1965) es una galerista española especialista en arte moderno. Desde 2016 es miembro de la Real Academia Gallega de Bellas Artes como miembro numerario en la sección de expertos en artes y de la Sección de Creación y Artes Visuales del Consejo de la Cultura Gallega.

## Trayectoria profesional
Licenciada en Geografía e Historia por la Universidad de Santiago, se doctoró en Arte Moderno. Fue colaboradora de la Enciclopedia Galega y trabajó como crítica de arte para un diario local. Posteriormente en el año 1988 empezó a trabajar como asistente del director de la galería Trinta de Santiago de Compostela que en 1993 acabó adquiriendo con un socio.
Asunta Rodríguez con Trinta ha acudido de manera interrumpida a la feria de arte contemporáneo Arco de Madrid hasta 2008 facilitando el acercamiento del arte contemporáneo y el reconocimiento de artistas gallegos en espacios internacionales. En Arco 1995, con un stand dedicado a Antonio Murado y Manuel Paz recibió el premio a la mejor galería española por parte de la Asociación de Críticos de Arte. En el año 2000 formó parte del comité organizador.
Entre 1995 y 2007 acudió también a la feria de arte contemporáneo Art Chicago. 
Entre los artistas gallegos con los que ha trabajado se encuentran: Francisco Leiro, Antón Patiño, Menchu Lamas, José Freixanes, Manolo Paz, Fernando Casás, Ignacio Basallo, Silveiro, Rivas, Berta Cáccamo, Jorge Barbi o Antonio Murado. También se han expuesto en Trinta las obras de Manuel Vilariño, Javier Correa-Corredoira, Quintana Martelo, Carlos Pazos, Esther Ferrer, Chema Madoz, Perejaume, Gilbert Gracin, Zush o Georges Rousse.
También ha comisariado exposiciones entre las que se cuentan: Pamen Pereira “Un solo sabor” en el Centro Torrente Ballester, Ferrol. 2003. Vari Caramés “Miraxes” Centro Torrente Ballester, Ferrol. 2003 y “Ventanas a lo insólito”. Sede Fundación Abanca, Ferrol. 2016. Teo Soriano “Codo manchado de azul turquesa”. Kiosko Alfonso, La Coruña. 2012. Art Show. Instalaciones artistas contemporáneos. Art Madrid, 2011.
Entre 2006 y 2009, Rodríguez asumió la presidencia de la Asociación Profesional de Galerías de Arte de Galicia y posteriormente la vicepresidencia. Es además, miembro del comité organizador de Art Madrid.
En diciembre de 2015 fue elegida académica de la Real Academia Gallega de Bellas Artes, convirtiéndose en la tercera mujer elegida en esta academia. La sesión de ingreso se celebró el 19 de diciembre de 2016 en el Centro Gallego de Arte Contemporáneo  y su discurso de ingreso A mala herba fue contestado por el académico Miguel Fernández Cid. Rodríguez destacó el valor de reconocer a una galería de arte como espacio generador de conocimiento y no sólo un lugar de compraventa.
Desde octubre de 2016 es miembro de la Sección de Creación y Artes Visuales del Consejo de la Cultura Gallega.

## Premios y reconocimientos
- 2010 la Fundación Iniciativas 21 reconoció su labor al frente de Trinta y fue premiada junto a otras veinte mujeres gallegas.[4]
- 2015 reconocimiento como mejor galerista obteniendo el premio MAV 2015 otorgado por la Asociación Mujeres en las Artes Visuales.[9][10][11][12]
- 2016 El Grupo perodistico Correo Gallego rindió homenaje a la galerista cuando cumplió los 25 años de actividad.[13]
- 2016 Académica de la Real Academia Gallega de Bellas Artes
- 2016 Miembro de la Sección de Creación y Artes Visuales del Consejo de la Cultura Gallega